# Kurt Kuschela
Kurt Kuschela (n. 30 septembrie 1988, Berlin, RDG) este un canoist german, medaliat olimpic. A participat la o ediție a Jocurilor Olimpice (2012) în care a câștigat o medalie de aur.

## Participări
Lista de mai jos prezintă principalele competiții la care a participat Kurt Kuschela de-a lungul carierei.
- canoeing at the 2012 Summer Olympics – men's C-2 1000 metres[*]